# Sikyónská klenotnice v Delfách

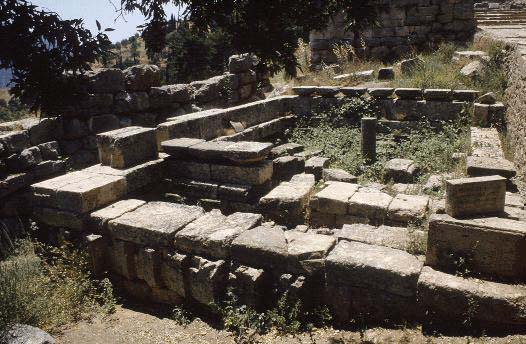
Základy Sikyónské klenotnice v Delfách

Sikyónská klenotnice v Delfách byla postavena kolem roku 500 před Kristem, když oligarchická strana svrhla tyrany v Sikyonu.

## Popis
Měla tvar malého chrámu antentempel o velikosti 6,34 × 8,48 metrů. Byla to první klenotnice ve spodní části posvátné cesty od jihovýchodu vzhůru. Měla dva dórské sloupy na jihovýchodní fasádě. Vykopávky dále odhalily ještě zbytky dvou starších budov, které postavili obyvatelé Sikyonu.
První z nich byla postavena kolem roku 600 před Kristem. Měla kruhový tvar, (tholos) o průměru 6,32 m, a třináct dórských sloupů. Na sloupech tholosu probíhal vlys s dvaceti metopami a triglyfy. Sloupy a vlysy nebyly ve vzájemném souladu, což je jedinečná okolnost v dórské architektuře řeckého starověku.
Druhá budova byl prostylos, asi 4,20 x 5,50 m bez celly, ale se vstupním vestibulem 4 x 2 sloupy a se střechou nesenou dórskými sloupy. Nad architrávem byl vlys s metopami. Dvanáct metop prostylosu bylo neobvykle dlouze rozloženo a tím se nahradily chybějící triglyfy v interkolumniu (světlá vzdálenost mezi sloupy). Bylo nalezeno pouze pět poškozených metop, které jsou dnes uloženy v archeologickém muzeu Delfy. Metopy znázorňují témata řecké mytologie mimo jiné únos Európy na býkovi, krádež stáda býků Dioskúry s jejich bratranci Lynkeem a Idásem, syny messenského krále Afarea. Dále také Argo, legendární loď Argonautů. Její zastoupení je rozděleno na dvě sousední metopy a ukazují loď v bočním pohledu, ale její hrdiny v čelním pohledu. Mezi hrdiny se nalézá i nejstarší znázornění Orfea, kterého lze poznat podle jeho kithary.